# Coca Codo Sinclair
Das Wasserkraftwerk Coca Codo Sinclair befindet sich in der Provinz Napo in Ecuador, etwa 150 km östlich der Hauptstadt Quito. Das Kraftwerk liegt am Río Quijos (Ober- und Mittellauf des Río Coca) 96 km oberhalb dessen Mündung in den Río Napo. Betreiber des Kraftwerks ist das staatliche Elektrizitätsunternehmen Celec.

## Anlage
Das Wasser des Río Quijos wird etwa einen Kilometer unterhalb der Einmündung des Río Salado durch ein Wehr (⊙) bei Flusskilometer 157 aufgestaut. Die zugehörige Hochwasserentlastung ist für 7500 m³/s. ausgelegt. Unterhalb des Wehrs gelangt das Wasser in ein 120 m langes Sedimentationsbecken. Von diesem wird ein Teil des Flusswassers abgeleitet. Dieses wird über einen 24,8 km langen Tunnel (9,1 m ⌀) dem Ausgleichsbecken (⊙) zugeführt. Dieses besitzt ein nutzbares Speichervolumen von 800.000 m³. Von diesem wird das Wasser über zwei 1900 m lange Druckstollen den Turbinen des Kavernenkraftwerks zugeführt. Das unterirdische Kraftwerkshaus misst 26 m × 50 m × 192 m. Es beherbergt acht Peltonturbinen zu je 187,5 MW. In einer weiteren unterirdischen Halle (16,5 m × 33 m × 192 m) sind 24  Transformatoren (single-phase transformers) zu je 68,3 MVA sowie ein 500 kV Umspannwerk untergebracht. Die Fallhöhe beträgt 620 m. Die Ausbauwassermenge liegt bei 278 m³/s. Unterhalb des Kraftwerks gelangt das Wasser über einen Abflusskanal zurück in den Fluss. Das Kraftwerk ist an das nationale Stromnetz von Ecuador angeschlossen.

## Ökologische Auswirkungen
Durch den Betrieb des Wasserkraftwerks führt der Fluss auf einer Länge von etwa 61 Kilometern nur noch eine geringe Wassermenge. Davon ist auch der 131 m hohe Wasserfall Cascada de San Rafael betroffen. Außerdem wurde im Rahmen des Projekts eine Zugangsstraße angelegt, welche zu einer Entwaldung größerer Flächen innerhalb des UNESCO-Sumaco-Biosphärenreservates führte.

## Geschichte
Am 18. November 2016 eröffneten Ecuadors Präsident Rafael Correa und dessen chinesischer Amtskollege Xi Jinping im Rahmen einer Videokonferenz die Anlage. Diese hatte zu diesem Zeitpunkt eine installierte Leistung von 1.040 MW. Ausgelegt ist das Kraftwerk auf eine Leistung von 1.500 Megawatt. Es soll 30 Prozent des Strombedarfs des Landes decken. Die Gesamtkosten werden auf 2,2 Mrd. US-Dollar beziffert. Als Kreditgeber fungiert die chinesische Großbank Eximbank, die 1,68 Mrd. US-Dollar zur Verfügung stellt. Ecuador stellte knapp 300 Mio. US-Dollar zu Baubeginn bereit.
Am 13. Dezember 2014 gab es einen Unfall mit 13 Toten, davon zehn Ecuadorianer und drei Chinesen. Laut einem Bericht des staatlichen Rundfunks wurden zwölf weitere Menschen verletzt. Demnach wurde das Unglück durch den Einsturz eines Tunnels im Maschinenraum ausgelöst.
Im November 2018 veröffentlichte das ecuadorianische Rechnungsprüfungsamt einen Bericht, wonach das Kraftwerk unter anderem mehr als 7500 Risse in den Wasserverteilern aufweist. Sie waren bereits 2015 entdeckt, aber mit Baumaterialien repariert worden, die nicht den vertraglich festgelegten internationalen Standards entsprechen.